# غليكابريفير/بيبرنتاسفير
غليكابريفير/بيبرنتاسفير  هو دواء مركب (الاسم التجاري في الولايات المتحدة Mavyret وفي الاتحاد الأوروبي Maviret) يحتوي على غليكابريفير (100 ملغ) وبيبرنتاسفير (40 ملغ).
في 19 ديسمبر 2016، قدمت شركة أب في طلب تسجيل دواء جديد إلى إدارة الغذاء والدواء الأمريكية لدواء غليكابريفير/بيبرنتاسفير لعلاج الأنماط الوراثية الرئيسية (1–6) لالتهاب الكبد الفيروسي ج المزمن. في 3 آب 2017 أقرت إدارة الغذاء والدواء استعماله. في أوروبا، أقر بتاريخ 17 آب 2017 للاستعمال نفسه.